# Gerd Köster

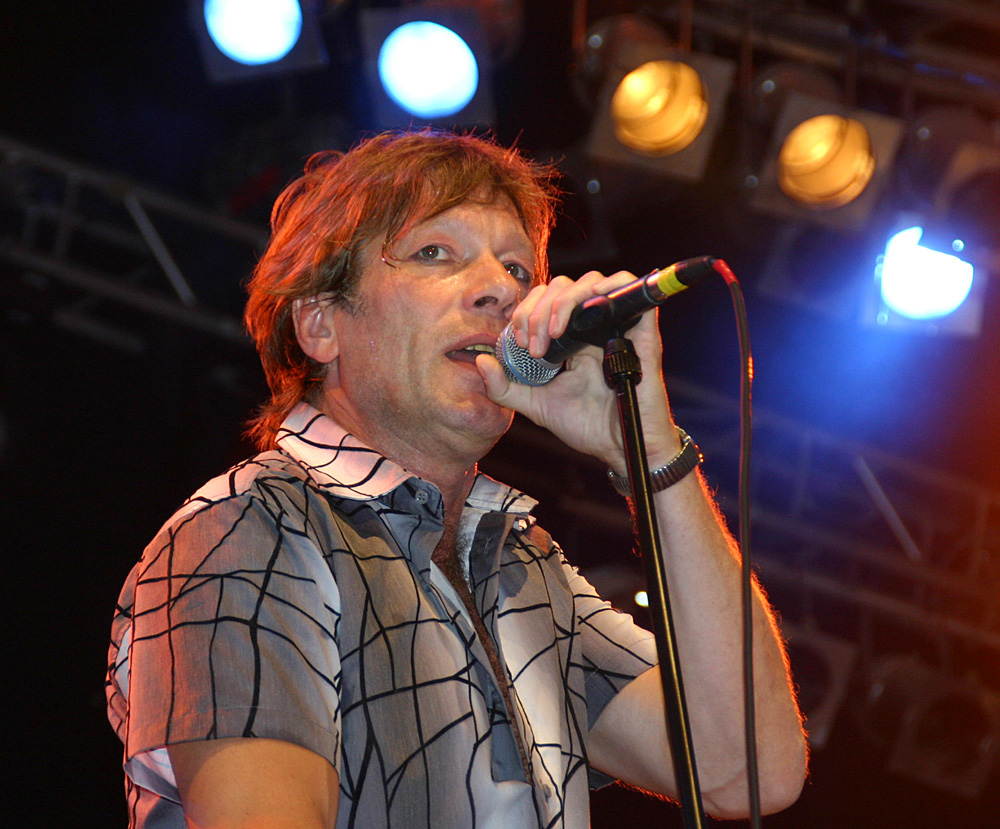
Gerd Köster beim Medienfest Bonn 2005

Gerhard Wilhelm „Gerd“ Köster (* 5. Januar 1957) ist ein deutscher Sänger Kölscher Mundart. Musikalisch trat er – bis zu dessen Tod im Oktober 2023 – meist mit Frank Hocker auf oder im Trio mit Helmut Krumminga und Frank Hocker.

## Werdegang
Nachdem er das Abitur gemacht und seinen Zivildienst in dem Altersheim Riehler Heimstätten (davon neun Monate in der offenen Psychiatrie) geleistet hatte, wurde er Frontmann von „Schroeder Roadshow“. Später übertrug er Tom-Waits-Songs ins Kölsche, ohne dessen Vortragsweise dabei zu parodieren („The Piano Has Been Drinking“).
Gerd Köster war auch als Theaterschauspieler (unter anderem in „Tankstelle der Verdammten“) und Musical-Sänger („The Black Rider“, „Sweeney Todd“, Oper Köln und „Hedwig and the Angry Inch“) tätig. Als Sprecher von Hörbüchern las er unter anderem „High Fidelity“ von Nick Hornby, „Tod und Teufel“ von Frank Schätzing und „Populärmusik aus Vittula“ von Mikael Niemi, wofür er für den Deutschen Hörbuchpreis 2003 nominiert wurde.
Weitere Hörbücher von Köster sind der zweite und dritte Band der „Bartimäus-Trilogie“ von Jonathan Stroud sowie der nachfolgenden Bände, „Bartimäus – Das Auge des Golem“, „Bartimäus – Die Pforte des Magiers“ und „Bartimäus – Der Ring des Salomo“. Er löste damit Martin Semmelrogge ab, der den ersten Band sprach. 2012 erschien das Hörbuch „Blütenträume – Die unglaubliche Geschichte des Geldfälschers Jürgen Kuhl“ von Christoph Gottwald, eingelesen von Gerd Köster. 
1986 trat er unentgeltlich beim Anti-WAAhnsinns-Festival gegen die geplante Wiederaufarbeitungsanlage Wackersdorf auf.
2005 feierte Gerd Köster zusammen mit Frank Hocker sein 25-jähriges Bühnenjubiläum. Zu diesem Anlass kamen mit Jürgen Fritz, Bernd Winterschladen, Hans Maahn, Helmut Krumminga und Charly T. (Manfred „Charlie“ Terstappen) wesentliche Weggefährten zusammen.
Köster arbeitete zudem als gelegentlicher Moderator der Sendung „Spielart“ des Kölner Radiosenders WDR 5.
Gerd Köster ist Cousin der Schauspielerin und Kabarettistin Gaby Köster, mit der zusammen er am Beginn seiner Karriere viele Jahre hinter der Theke der Kölner Südstadt-Kneipe „Out“ stand. Dort traf sich in den 80er Jahren alles, was in Kölner Künstlerkreisen Rang und Namen hatte.

## Diskographie
Schroeder Roadshow:
- Live in Tokio (1980)
- Deutschland Deutschland (1981)
- Wir lieben das Land (1982)
- Hurra (1984)
- Live beim Rennen (1988)

Die Jeilen Träumer:
- Die Jeilen Träumer (1982)

The Piano Has Been Drinking:
- The Piano Has Been drinking (1990)
- Nachtgedanken (1991)
- Der Märchenprinz (1992)
- Dat Klavier dat hät jesoffe (1993) [MCD]
- Live 1989-1993 (1993)

Solo:
- Alles im Griff (1994)
- Der Tanz um den heiligen Bim Bam (1995)
- Gerd Köster und… live im Küppers Klub (1999)
- Power Boulevard / Alles von Dir

Köster und Hocker:
- Dreckelije Krätzje (1996)
- Final verseucht (2001)
- Frisch (2004)
- Silberhochzeit (2005) [Live, Doppel-CD]
- Jedrisse, Baby (2007)
- Se singe All vum Himmel (2010)
- Höösch Bloot (2012) [Live]
- Drei Cool Fätze (2012) [Live, DVD]
- Kumm Jangk (2014)
- Rest of Köster & Hocker I und II (2015) [Raritäten, zwei Einzel-CDs]
- A’s kla? (2017)
- Fremde Feddere (2019)
- Stabil Nervös - Live an der Mosel (2024) [Live, Doppel-CD]

NOX:
- Lieder zur Nacht (2004)
- Gabelfrühstück (2006) [Doppel-CD]
- hasenbrot. – NOX live 2003-2008 (2008)

Hörbücher:
- 31 Songs (Nick Hornby)
- Bartimäus: Das Auge des Golem (Jonathan Stroud)
- Bartimäus: Die Pforte des Magiers (Jonathan Stroud)
- Bartimäus: Der Ring des Salomo (Jonathan Stroud)
- Blütenträume – Die unglaubliche Geschichte des Geldfälschers Jürgen Kuhl (Christoph Gottwald)
- Das Gebot der Rache (John Niven)
- Das Jerry Cotton Projekt
- Das Loch in der Schwarte (Mikael Niemi)
- Dä - Ald Widder En Eck Aff (mit Hannelore Heger)
- Dä kleine Prinz (Antoine de Saint-Exupéry - übersetzt ins Kölsche)
- Die Eisfestung (Jonathan Stroud)
- Frl. Ursula (Heiner Link)
- Gott bewahre (John Niven)
- High Fidelity (Nick Hornby)
- Kuckucksuhren in Baku (Ingo Petz)
- Populärmusik aus Vittula (Mikael Niemi)
- Projekt Babylon (Andreas Wilhelm)
- Regenroman (Karin Duve)
- Schwarze Kassen (Peter Meisenberg)
- Tasse ha’mer jo noch – 13 alte kölsche Geschichten
- Tod und Teufel (Frank Schätzing)

## Funk
- Gefundenes Fressen, Hörspiel von Klas Ewert Everwyn, WDR, 1994[3]
- Verdammt lang tot, Hörspiel von Martin Schüller, WDR, 2006

## Filmografie (Auswahl)
- 2024: Tatort: Colonius